# Agua de Pedro
Agua de Pedro är en ort i Mexiko.   Den ligger i kommunen Peñamiller och delstaten Querétaro Arteaga, i den centrala delen av landet, 200 km norr om huvudstaden Mexico City. Agua de Pedro ligger 1 669 meter över havet och antalet invånare är 251.
Terrängen runt Agua de Pedro är huvudsakligen kuperad, men österut är den bergig. Terrängen runt Agua de Pedro sluttar söderut. Runt Agua de Pedro är det ganska glesbefolkat, med 26 invånare per kvadratkilometer. Närmaste större samhälle är Villa Emiliano Zapata, 10,4 km söder om Agua de Pedro. Trakten runt Agua de Pedro består i huvudsak av gräsmarker.